# 上党西岩寺塔
上党西岩寺塔又名丈八寺塔，位于山西省长治市上党区荫城镇桑梓村，是一座唐代古塔。清康熙四十四年（1705年）信士王居辇、主持玄续筹资重修，方形六级密檐式砖塔，残高16米。
1986年8月18日，授予山西省文物保护单位，编号2-72 。2019年10月，上党西岩寺塔公布为第八批全国重点文物保护单位。